# Shōnan (train)
Le Shōnan (湘南) est un train express existant au Japon et exploité par la compagnie JR East, qui relie la ville de Tokyo à la ville d'Odawara. Son nom fait référence à la côte de Shōnan. 

## Gares desservies
Le Shōnan circule principalement de la gare de Tokyo à la gare d'Odawara en empruntant la ligne principale Tōkaidō. Certains trains sont terminus Shinjuku.
| Nom des gares | Nom des gares |
| ------------- | ------------- |
| Tokyo         | Shinjuku      |
| Shimbashi     | Shibuya       |
| Shinagawa     | Ōsaki         |
| Ōfuna         |               |
| Fujisawa      |               |
| Tsujidō       |               |
| Chigasaki     |               |
| Hiratsuka     |               |
| Ninomiya      |               |
| Kōzu          |               |
| Odawara       |               |

## Matériel roulant
Les services Shōnan sont effectués par des rames séries E257 de 9 ou 14 voitures.

## Composition des voitures
- Série E257 :

| N° de voiture | 1       | 2       | 3       | 4     | 5       | 6       | 7       | 8       | 9       |         | 10      | 11      | 12      | 13      | 14 |
| Classe        | Réservé | Réservé | Réservé | Green | Réservé | Réservé | Réservé | Réservé | Réservé | Réservé | Réservé | Réservé | Réservé | Réservé |    |